# Gagea tenera
Gagea tenera är en liljeväxtart som beskrevs av Adolf Adolph A. Pascher. Gagea tenera ingår i Vårlökssläktet och i familjen liljeväxter. Inga underarter finns listade.